# Dover (Vermont)
Dover è un comune degli Stati Uniti d'America, situato nello Stato del Vermont e in particolare nella contea di Windham. È famoso per essere la sede del comprensorio sciistico di Mount Snow.